# Articoelidia tumida
Articoelidia tumida är en insektsart som beskrevs av Nielson 1983. Articoelidia tumida ingår i släktet Articoelidia och familjen dvärgstritar. Inga underarter finns listade i Catalogue of Life.